# 忍野発電所
忍野発電所（おしのはつでんしょ）は、山梨県南都留郡忍野村忍草字城ヶ腰にある東京電力の水路式発電所である。忍野村の桂川の取水堰から取水して専用水路と暗渠で導水し、有効落差39.4m、出力800kWを発電する。

## 概要
日本の電気事業の当初の発電方式は石炭を燃料とする火力発電だったが、明治27、8年の日清戦争後産業が一層発達して燃料の石炭が高騰したため、運転コストの安い水力発電へと移行していった。富士五湖の一つ山中湖に源を発し、忍野八海などで富士山の伏流水を集めて流下する桂川（相模川の山梨県での呼称）は一年を通じて水量が安定し、標高差を取得しやすいうえ首都圏にも近いため、明治大正の比較的早い時期から続々と発電会社が設立され、水力発電が開発された。明治40年12月に駒橋発電所が完成して東京の早稲田変電所までの高圧送電に成功し、長距離送電の幕開けとなる。同45年7月の八ツ沢発電所、大正3年4月の鹿留発電所、大正8年3月の西湖発電所、大正9年12月の谷村発電所、大正11年（1922年）3月の鐘ヶ淵発電所に続いて8月23日に忍野発電所は完成した。

## 沿革
明治38年、瑞穂村の萱沼松次郎ら4名が忍野村の鐘山から城ヶ腰にかけて桂川からの水路を引く水力発電所の設立を山梨県に申請したが、付近の福地村と明見村との水利権交渉が捗らず頓挫する。明治43年（1910年）、松次郎らはあらためて忍野水力電気を計画し、4月20日、松次郎ほか10名の発起人が忍野村鐘山から取水し城ヶ腰に有効落差100尺の発電所を設立するべく桂川河水使用許可を申請するが、協議の末ルートを忍野発電所と鐘ヶ淵発電所の２ルートに分けて開発することに改める。忍野発電所は大正8年9月30日に認可され、翌大正9年4月、取水口を鐘山から奥山尾田に移し、有効落差31.5尺に計画を変更した。この申請は大正10年8月3日に認可され、11月26日水路工事に着手し、翌大正11年8月7日竣工、8月23日通水し、9月より東京電燈根津嘉一郎派の河西豊太郎を社長にして忍野水力電気株式会社を設立して鐘ヶ淵発電所に送電を開始した。翌大正12年4月1日には東京電燈と合併し、今日では東京電力リニューアブルパワーが管理している。

### 日本初の自動発電所
大正13年（1924年）11月3日、忍野発電所で火災が発生し建物と発電機が全焼した。東京電燈は大正15年（1926年）9月に復旧工事を完成させるとともに自動式として鐘ヶ淵発電所から遠方制御運転するよう改造した。これが日本で最初の自動発電所となった。

## 諸元
主なものを挙げる
- 取水位：922.17m
- 放水位：882.27m
- 水車：横軸単輪複流フランシス水車　総出力（定格）：1,103kWx1台
- 発電機：横軸三相交流同期発電機×１台
- 導水路：総延長619.3m、主要導水路：幅1.67m×延長483.7ｍ
- 上部水槽：縦16.88m×横4.55m×高4.09m
- 水圧鉄管：内径1230mm板厚６ｍｍ、延長73.74mx1条
- 入口弁：偏芯型単葉弁
- 放水路：幅1.66ｍ×高2.12ｍ、総延長365.6ｍ

## 放水口

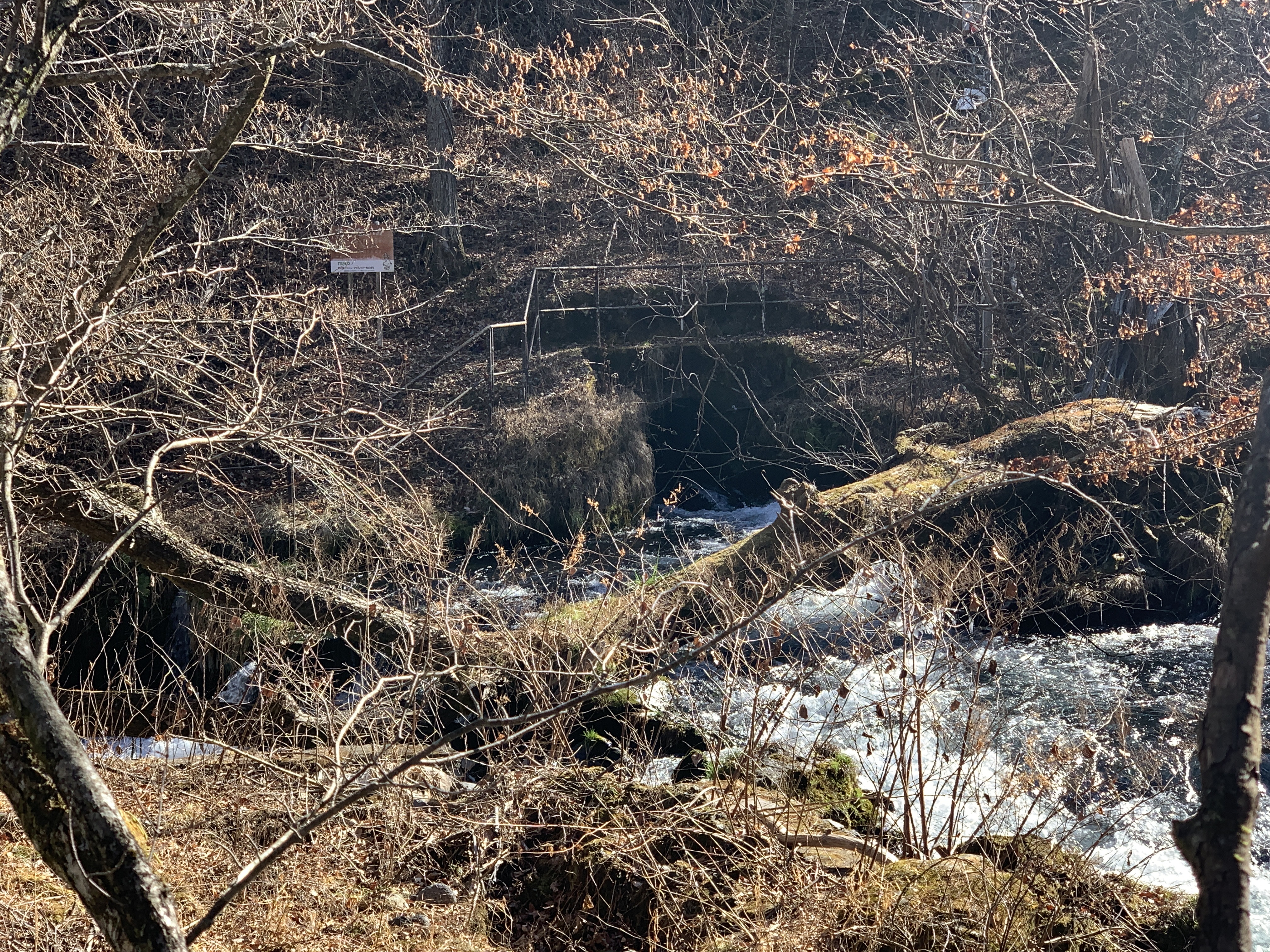
桂川右岸の忍野発電所放水口。鐘山分水場の上流に暗渠で通している。

鐘山の滝から約200m下の桂川左岸には福地用水の鐘山分水場があり、福地村と下流の瑞穂村では飲用水や灌漑に江戸時代から多用していた。付近は標高800m以上で寒冷な上、富士山からの雪代が運んだ火山砕屑物が多くて米作が出来ず麦を主に栽培していたが、麦畑の畝を水で浸して掛け流しにする水掛け麦の栽培法を採用しており、桂川の水を多量に必要としていた。桂川下流の明見村と福地村では水争いが絶えず谷村代官所の裁定で冬春は桂川3：小佐野7、夏秋は桂川3：小佐野7、の割合で水を分けていた。忍野発電所の放水は桂川の最寄りの開けた地点には放水せず、上流側に迂回して鐘山の桂川右岸の崖の下に暗渠を通し、鐘山分水場の上へ放水している。